# Castelo de Montel
O Castelo de Montel, também referido como Castelo Velho de Cobres, é um monumento no Município de Castro Verde, na região do Alentejo, em Portugal. Corresponde a um antigo povoado fortificado, ocupado principalmente durante a Idade do Ferro.

## Descrição
Os vestígios arqueológicos estão situados num cerro conhecido como Monte de Montel, na margem esquerda da Ribeira de Cobres, perto da vila de Entradas. De acordo com alguns investigadores, esta fortaleza estava situada nas imediações de uma antiga estrada que unia os coutos mineiros de Aljustrel e do Campo Branco ao porto de Mértola, que era nessa altura o principal centro de escoamento dos metais produzidos nesta região. O complexo incluía duas ordens de muralhas, com torreões protuberantes, construídas em xisto, chegando a atingir uma altura de dois metros nalguns pontos. Foram construídas em cima da rocha, de forma a aproveitar as condições naturais do solo escarpado para melhorar a sua função defensiva. Esta situação é mais visível nas vertentes Sul e Sueste das muralhas, sobre as margens da Ribeira de Cobres, que obrigaria um exército inimigo a fazer escalada em terreno difícil para atacar o castelo. O ponto mais vulnerável era a entrada, na zona poente, motivo pelo qual era reforçada com uma torre de grandes dimensões, de planta rectangular, que era limitada a Oeste por um fosso aberto na rocha, com cerca de dois metros e meio de profundidade. No local foram encontrados dois fossos abertos no substrato rochoso, estruturas que são consideradas relativamente raras. As muralhas encerravam um espaço interior de grandes dimensões, sendo a acrópole situada nas imediações da entrada.
O espólio inclui vários fragmentos de cerâmica estampilhada, com palmetos e círculos raiados, uma peça em bronze em forma de javali, e outra em forma de caprídeo, que faria parte de um incensário (Thymiaterion), e diversas escórias.
O Castelo de Montel é considerado como um dos principais monumentos do concelho de Castro Verde.

## História
Este local terá começado a ser ocupado desde as primeira e segunda Idades do Ferro, provavelmente durante os séculos VII ou VI a.C., tendo sido habitado de forma contínua até ao século I d. C., já durante a época republicana de Roma. O local foi alvo de um processo de romanização. Devido à presença de duas linhas de muralhas, isto poderá significar que o complexo terá sido alvo de campanhas de obras em pelo menos duas épocas distintas, podendo uma destas fases corresponder ao período da revolta de Sertório contra as forças romanas.
Os primeiros trabalhos arqueológicos no local foram feitos em 1991, no âmbito do Circuito Arqueológico da Cola, e em 1995 foi alvo de um levantamento, como parte da elaboração da Carta Arqueológica de Castro Verde, tendo sido registada a presença de vários vestígios de estruturas e feitas várias recolhas de superfície. Foram novamente feitos trabalhos arqueológicos em Maio de 1999 e em 2016, este último no âmbito da Carta do Património do Concelho de Castro Verde.
Este monumento foi classificado como Imóvel de Interesse Público pelo Decreto n.º 45/93, com o nome de Castelo Velho de Cobres.
Em 2009, a Câmara Municipal de Castro Verde estava em processo de negociações com o governo central, no sentido de adquirir os terrenos onde se situa o Castelo de Montel, com uma área aproximada de 250 m². Desta forma, o monumento poderia ser alvo de uma intervenção de conservação e de estudo arqueológico, e posteriormente afirmar-se como um dos principais pólos de interesse turístico do concelho, conciliando as vertentes histórica, natural e paisagística, devido à sua localização geográfica.

## Leitura recomendada
- MAIA, Manuel Maria da Fonseca Andrade (1986). Os Castella do Sul de Portugal, sua integração histórica, Arquivo de Beja. Beja: [s.n.]
- LOBATO, João Rodrigues (1977). Vila de Entradas - Breves Notas de História e Antologia. Lisboa: [s.n.]